# 劉烈 (弘治進士)
劉烈（1459年—？），字祥炳，江西吉安府安福縣人，民籍，明朝政治人物。

## 生平
江西鄉試第四十一名舉人，弘治九年（1496年）中式丙辰科會試第一百十二名，三甲第一百九十名進士。十二年（1499年）四月任南京河南道監察御史，正德六年（1511年）八月升浙江按察司僉事。

## 家族
曾祖劉昌宗；祖父劉大武；父劉佩瑞，母曾氏。嚴侍下。